# Язловецкий, Ежи
Е́жи Язлове́цкий (Юрий Язловецкий, пол. Jerzy Jazłowiecki) (1510 — 8 марта 1575) — гетман великий коронный в латах (без формальной номинации) и польный коронный гетман, с 1569 года по 1575 год, воевода Подольского воеводства с 1567 года, Русского воеводства с 1569 года, каштелян Каменца (Каменец-Подольского), с 1564 года.
Староста червоногородский (1544 год), каменецкий (1547 год), летичевский (1566 год), хмельницкий (1571 год) и снятынский (1573 год).

## Биография

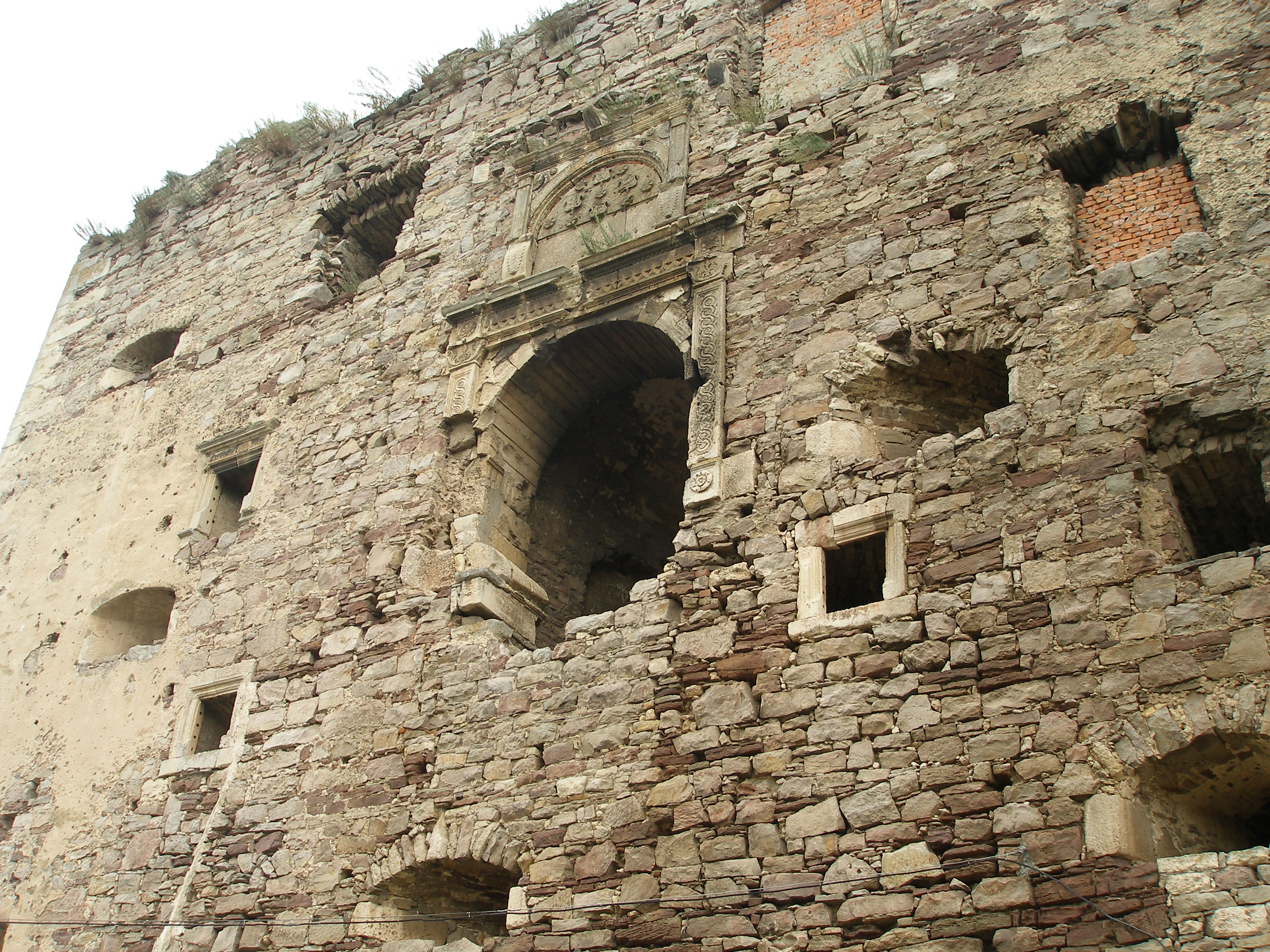
Замок в Язловце, с табличкой об основателе Ежи Язловецком.

Сын каштеляна каменецкого Николая Язловецкого-Монастырского (ум. 1555 году), имевшего обширные владения в Польской Руси, в конце царствования Батория, сторонник Зборовских и противник Замойского, и Евы Подфилипской, дочери каштеляна каменецкого Якуба Подфилипского. Ежи (Юрий) Монастырский с 1547 года стал официально именоваться Язловецким. Воспитывался при дворе краковского епископа.
Ежи (Юрий) Язловецкий прославился на полях битв с крымскими татарами:
- в 1528 году около Каменца;
- в следующем году походом на Очаков.

Попал в турецкий плен, откуда затем был выкуплен. В 1531 году участвовал в битве с молдавским господарем Петром Рарешем под Обертыном. В 1564 году арестовал изгнанного молдавского господаря Стефана VII Томшу.
В 1564 году каштелян каменецкий Ежи Язловецкий ездил с дипломатической миссией в Константинополь к турецкому султану Сулейману Кануни «Великолепному», в другом источнике указано что посольство Язловецкого было в Турции в период с 1563 года по 1566 год.
В конце 1550-х годов Ежи перешёл в кальвинизм и стал сторонником Польской реформационной церкви. Приказал закрыть в своих владениях католические костёлы и изгнал оттуда доминиканцев.
Ежи Язловецкий, назначенный в 1569 году великим гетманом коронным, провёл реорганизацию обороны южных польских границ. Вместо тяжеловооружённой кавалерии, малоэффективной в борьбе с крымскими татарами, ввёл подразделения лёгкой конницы. При нём в пограничной службе польско-литовского государства стали использовать запорожских казаков. Казацкий отряд из трёхсот человек был включён в состав королевской пехоты, в другом источнике указано что в 1572 году, при Сигизмунде II Августе, гетман Язловецкий организовал часть казачества в пограничную милицию «регистровых» (реестровых), с королевским жалованьем и управлением «старшего».
В 1572 году принял вассальную присягу от молдавского господаря Иоана ІІІ Водэ «Сурового», скрыв от него факт смерти польского короля Сигизмунда Августа.
Во время бескоролевья в Польше (1572—1573) кандидатуру великого гетмана коронного Ежи Язловецкого поддерживала часть шляхты и турецкий султан Селим ІІ.
В период междуцарствия в 1573 году Ежи Язловецкий выдвигался партией пястов кандидатом на польский трон. Однако сам Ежи Язловецкий в 1573 году поддержал избрание на польский престол французского принца Генриха Анжуйского.
До самой своей смерти великий гетман коронный Ежи Язловецкий оборонял границы Подолья. В 1575 году после его смерти Язловец унаследовал его старший сын Николай.

## Семья
- Сестра Друзилла Язловецкая (умерла после 1570 года), около 1544 года вышла замуж за Якуба Потоцкого.

С 1546 года был женат на Эльжбете Тарло, дочери великого чашника коронного Яна Тарло (умер 1550 году) и Дороты Тарновской.

### Дети
Дети:
- Николай Язловецкий (ум. 1595) — староста снятынский, червоногородский и сокальский
- Михаил Язловецкий (ум. до 1584) — староста хмельницкий
- Анджей Пётр Язловецкий (1559—1581) — староста червоногородский
- Иероним Язловецкий (1570—1607) — воевода подольский
- Эльжбета Язловецкая — жена воеводы подольского Якуба Претвича, сына староста теребовльского Бернарда Претвича
- Анна Язловецкая — жена ротмистра Мартина Чурило
- Ядвига Язловецкая — жена ротмистра Анджея Бельжецкого.